# Oelhafen von Schöllenbach
La famiglia Oelhafen von Schöllenbach fu una famiglia patrizia di Norimberga, dove fu presente nel consiglio cittadino dal 1729 al 1806.

## Storia
L'origine della famiglia Oelhafen non è chiara; si dice che la casata fosse originaria di Zurigo da dove emigrò in seguito a Lauingen e poi a Nördlingen. A Nördlingen, Hainrich Oelhafen, il primo membro documentato storicamente della casata, nel 1363, fu membro del consiglio locale. Successivamente la famiglia si spostò ramificandosi a Norimberga, Lipsia e Breslavia. Il primo membro menzionato a Norimberga nonché il rappresentante più significativo della famiglia fu Sixt I Oelhafen. Questi era fu il primo segretario della cancelleria di corte di tre imperatori e re di Germania. Per quanto col suo primo matrimonio nel 1501 con Anna Pfinzing von Henfenfeld ed il suo secondo matrimonio nel 1508 con Barbara Rieter von Kornburg, entrambe membri del patriziato, consentirono alla famiglia Oelhafen di essere ammessa nel consiglio cittadino dal 1521, ma essi vennero cooptati nel patriziato locale sono nel 1729.
Nel 1512/16 Sixt I Oelhafen acquistò i diritti feudali sui villaggi di Ober- e Unterschöllenbach. Nel 1538 ottenne il pieno possesso del feudo di Schöllenbach, predicato nobiliare che aggiunse al cognome per sé e per i propri discendenti. Una linea separata della casata si posizionò a Eismannsberg, nel distretto di Norimberga, ove fiorì dal 1716 al 1859. Tra il 1806 e il 1906, la famiglia Oelhafen diede sedici militari all'esercito bavarese, di cui sei erano figli del maggiore Karl Oelhafen von Schöllenbach (1810–1875).
Nel 1813 la famiglia ottenne il riconoscimento nobiliare e poi baronale nell'aristocrazia bavarese.

## Membri notabili

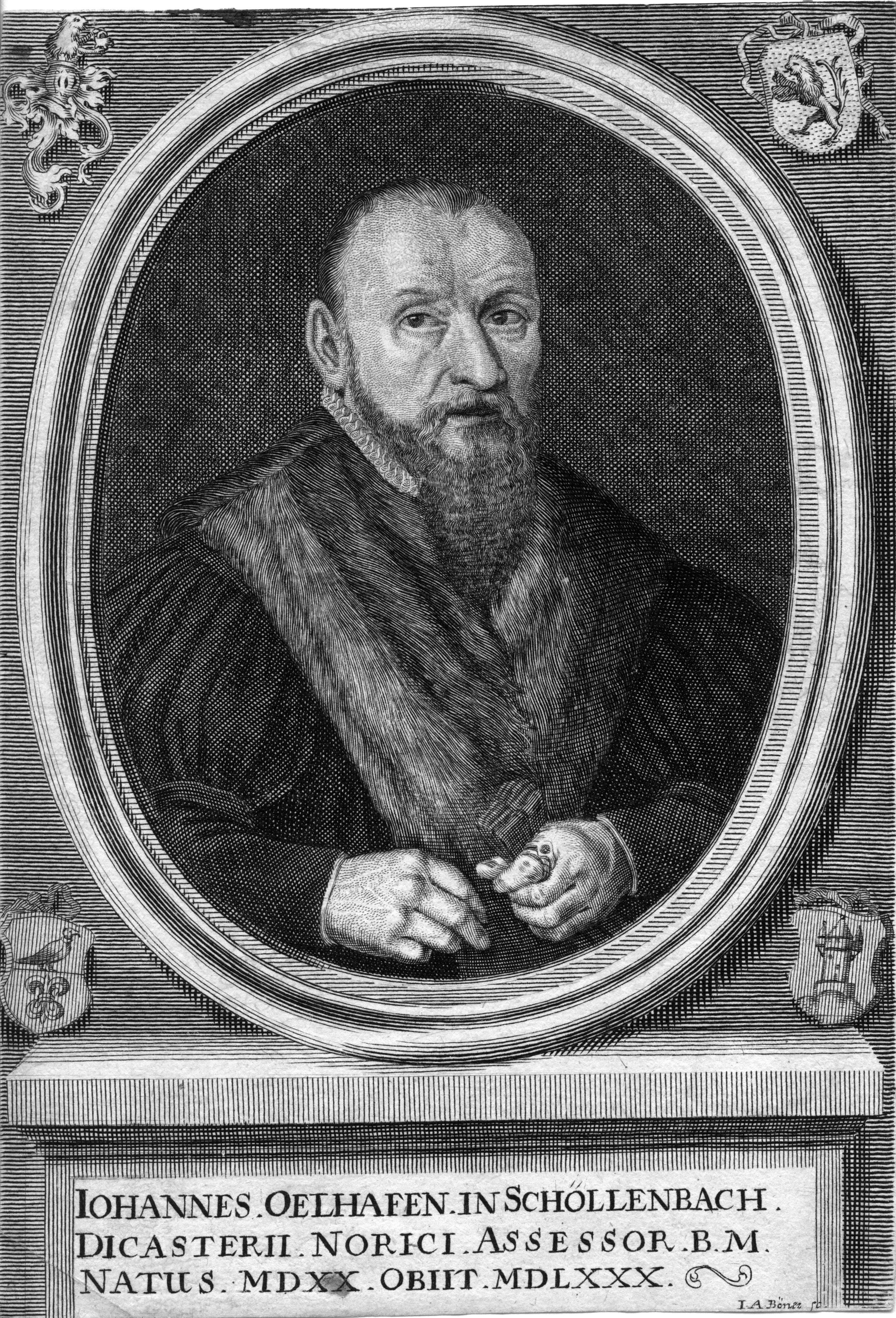
Johann Oelhafen, litografia di Johann Alexander Böner

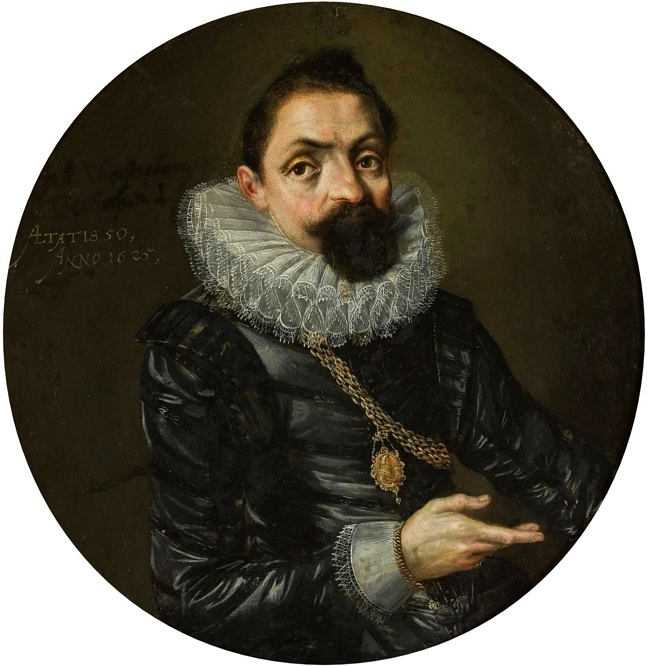
Johann Christoph Oelhafen, dipinto di Lorenz Strauch, 1625, Nationalmuseum Warschau

Tobias Oelhafen von Schöllenbach (1601–1666).

- Georg Oelhafen († 1486), consigliere di Nördlingen
- Sixt I Oelhafen (1466–1539), primo segretario della cancelleria di corte degli imperatori Federico III, Massimiliano I e Carlo V. Massimiliano I e Carlo V gli concessero la carica di segretario del consiglio di Norimberga.
- Johann Christoph Oelhafen (1574–1631), consigliere di Norimberga. Lavorò presso la corte imperiale e dal fu 1626 fu cancelliere vicario dell'Università di Altdorf .
- Tobias Oelhafen (1601-1666), diplomatico di Norimberga, firmò come rappresentante della città imperiale di Norimberga nel 1648, il trattato di Münster ed il trattato di Osnabrück, che posero fine alla guerra dei trent'anni. Nel 1642 fu cancelliere dell'Università di Altdorf.
- Georg Tobias Oelhafen (1632-1685), diplomatico di Norimberga.
- Georg Christoph Oelhafen (1710-1779), feldmaresciallo luogotenente
- Carl Christoph Oelhafen von Schöllenbach (1709-1785), scienziato forestale tedesco e funzionario forestale